# 인우프로덕션
인우프로덕션(仁友 프로덕션) 은 대한민국의 연예기획사로 트로트 명가로 불리는 연예 기획사였다. 2003년, 장윤정의 트로트 데뷔 이후, 박현빈 등 여러 트로트 가수의 소속사로 활약해왔었다. 주로 트로트 가수의 연예 기획, 음악 및 기타 오디오물 출판업과 특히 선거 로고송 제작 연대로 선거 로고송 제작업에서 우위를 차지하고 있었다 하지만 2014년 8월 11일 경영난과 내부 사정으로 인해 폐업하게 되었다.

## 주요 업무
- 연예기획
- 음악 및 기타 오디오물 출판업
- 선거 로고송 제작

## 소속 연예인
| 소속 연예인 | 직업 | 구성원         | 리더 | 데뷔   |
| ----------- | ---- | -------------- | ---- | ------ |
| 장윤정      | 가수 | -              | -    | 1999년 |
| 박현빈      | 가수 | -              | -    | 2006년 |
| 윙크        | 가수 | 강주희, 강승희 | -    | 2008년 |
| 강진        | 가수 | -              | -    | 1986년 |
| 최영철      | 가수 | -              | -    | 1999년 |
| 홍원빈      | 가수 | -              | -    | 2007년 |
| 양지원      | 가수 | -              | -    | 2007년 |
| 윤수현      | 가수 | -              | -    | 2014년 |

## 과거 소속 연예인
| 과거 소속 연예인 | 직업 | 구성원 | 리더 | 데뷔   |
| ---------------- | ---- | ------ | ---- | ------ |
| 김상배           | 가수 | -      | -    | 1973년 |
| 김종환           | 가수 | -      | -    | 1985년 |
| 유지나           | 가수 | -      | -    | 1998년 |